# L’Autre…
L’Autre… (с фр. — «Другой», «иной») — третий студийный альбом французской певицы Милен Фармер, выпущенный 9 апреля 1991 года. Он включает международный хит «Désenchantée», занимавший первое место во Франции 9 недель, другие три сингла попали в лучшую десятку. Альбом получил признание критиков и занял первое место в чартах Франции и Бельгии. L’Autre… до сих пор остается самым продаваемым альбомом в карьере певицы (было продано около 2 млн копий альбома в мире) и третьим самым продаваемым альбомом в истории французской музыки.

## Создание
После своего первого тура в 1989 году, Милен выпустила новую песню «À quoi je sers…», которая была синтезом её музыкальной работы и отметила конец эпохи 80-х. В то время как её предыдущий альбом ротировался на станциях, она использовала это время, чтобы посетить различные страны, включая Индию, и изучить их культуру и литературу. Там она прочитала Эмиля Чорана, в текстах которого нашла вдохновение для нового альбома. Она также заинтересовалась живописью и посетила много картинных галерей и музеев, которые были источниками вдохновения для неё. Тогда она решила записать третий альбом. Этот альбом свидетельствовал о начале новой эпохи в жизни певицы: тексты претерпели большие изменения и свидетельствовали о преобразованиях в её жизни, показали бо́льшую открытость ко всему новому — «другому» (отсюда и название альбома). Альбом записывался в течение пяти месяцев и был результатом всего, что случилось с Фармер «на личностных и артистических уровнях».
Для новой музыкальной «эры» Милен решила сменить имидж и выбрала короткую стрижку. На обложке диска певица изображена лежащей на белом фоне с вороном на её плече (на это Милен вдохновило стихотворение Эдгара Аллана По «Ворон»). Ворона на обложке, по её словам, символизировала не смерть, а скорее союзничество.
Особенностью альбома стал тот факт, что он первую дуэтную Фармер — «Regrets», записанную с Жаном-Луи Мюра. Хотя в 1987 году Фармер уже исполнила песню «Frantz» на шоу с Ги Беаром, этот дуэт не появлялся на альбомах. Лоран Бутонна решил сделать записи песен альбома также в англоязычном варианте, но они в конечном итоге не были использованы. Он также хотел выпустить синглами все песни альбома, но этому не суждено было случиться из-за недостатка финансирования.
В ноябре 1991 года неуравновешенный фанат, желавший встретиться с Милен, выстрелом из ружья убил секретаря Polydor, и лишь заклинившая винтовка предотвратила следующие жертвы. После этого Фармер из соображений безопасности уехала в США. Клип на третий сингл, песню Je t’aime mélancolie был снят там же.

## Лирика и музыка
О содержании альбома Милен так сказала в интервью: «Что изменилось, так это то, что я не хочу, чтобы большое количество людей чувствовало жалость ко мне непосредственно во время прослушивания и пытались сводить старые счеты. (…) Я намного больше откровенна в этом альбоме, чем в предыдущем. (…) Говорить о том, что я чувствую в своем сердце и в моей душе, это — способ показать себя». Однако альбом вновь обращается к темам, близким певице: смерть, религия, социальный протест, отчаяние, сексуальность и безумие.

## Отзывы критиков
| Оценки критиков | Оценки критиков |
| Источник        | Оценка          |
| --------------- | --------------- |
| AllMusic        | [ 11 ]          |

L’Autre… получил крайне высокие отзывы от СМИ и критиков. В рецензии France Soir отметили, что очень хорошо спродюсированный техно-поп-альбом. В Midi Libre заявили: «Этот альбом принесет удовлетворение многим людям. Общая атмосфера кажется намного менее напряженной, чем обычно». Музыка «превосходна», а песни «хороши». Еженедельник Tele Loisirs увидел в этом альбоме «более яркую зрелость, но меньше индивидуальности». L’Autre… был даже выбран лучшим альбомом 1991 года читателями Smash Hits. В рецензии для AllMusic Владимир Богданов написал: «Этот альбом, отмеченный той же стилистической цельностью, что и её предыдущие альбомы, без сомнения, является шедевром Милен Фармер. Композиции по-прежнему тщательно проработаны, но теперь они стали более утончёнными и прозрачными. Глубокое и мрачное отражение жизни, присущее артистке, обогащается искрящейся энергией её остроумной иронии и спокойной уверенностью бархатного голоса».
В 2022 году итальянским журналом OndaRock альбому бил присвоен статус «Pietra miliare» (с итал. — «миллиарий»), а рецензент Федерико Романьоли заявил, что если Ainsi soit je… вознёс Фармер на вершину французской поп-музыки, то L’Autre… закрепил её успех; после этого, по его мнению, карьера певицы больше не знала препятствий.
С этим альбомом Милен выиграла награду на World Music Awards как самая продаваемая французская певица.

## Позиции в чартах
L’Autre… был выпущен в апреле 1991 года через месяц после официального выхода сингла «Désenchantée», ставшим номером один во французских чартах. Во Франции альбом достиг верхней строчки и оставался номером один двадцать долгих недель. В результате, к этому времени Милен вошла в чарты альбомов и синглов (с композицией «Désenchantée»). Следующие шестнадцать недель альбом медленно опускался до 26-го места, но затем снова достиг третьего места, благодаря выпуску сингла «Je t'aime mélancolie». Альбом продержался 55 недель в чартах, 32 из которых, в пятерке лучших. Он также занял первое место в Бельгии. В Швейцарии альбом продержался 9 недель в чартах. В Швеции он стал 45-м, в Германии он достиг 55 позиции.
В том же году альбом был сертифицирован как бриллиантовый SNEP за продажи миллиона копий. К концу 1991 года L’Autre… был самым продаваемым альбомом Милен и вторым самым продаваемым во Франции альбомом сольного исполнителя. По информации газеты Le Parisien, на 2009 год альбом разошёлся тиражом в два миллиона копий, что сделало его самым продаваемым альбомом Милен и третьим самым продаваемым альбомом в истории французской музыки женского исполнителя (после альбомов Селин Дион D’eux и S'il suffisait d'aimer).
Продажи сингла «Désenchantée» составили около 1 300 000 копий по всему миру, что сделало эту композицию международным хитом и самым продаваемым синглом Милен. Композиция стала не только самой успешной в карьере певицы, но и попала в книгу рекордов Гиннесса как самый продаваемый франкоязычный сингл всех времен, однако в 1995 этот рекорд побила Селин Дион с композицией «Pour que tu m’aimes encore».

## Список композиций
Все тексты написаны Милен Фармер, вся музыка написана Лораном Бутонна.
| №                   | Название                          | Длительность |
| ------------------- | --------------------------------- | ------------ |
| 1.                  | «Agnus Dei»                       | 5:47         |
| 2.                  | «Désenchantée»                    | 5:22         |
| 3.                  | «L’Autre»                         | 5:26         |
| 4.                  | «Je t'aime mélancolie»            | 5:29         |
| 5.                  | «Psychiatric»                     | 6:12         |
| 6.                  | «Regrets» (дуэт с Жаном-Луи Мюра) | 5:17         |
| 7.                  | «Pas de doute»                    | 5:09         |
| 8.                  | «Il n’y a pas d’ailleurs»         | 5:50         |
| 9.                  | «Beyond My Control»               | 5:22         |
| 10.                 | «Nous souviendrons-nous»          | 5:05         |
| Общая длительность: | Общая длительность:               | 54:59        |

## Чарты
| Чарт (1991)                     | Высшая позиция |
| ------------------------------- | -------------- |
| Бельгия (SABAM/IFPI)            | 1              |
| Германия (Offizielle Top 100)   | 55             |
| Европа (Music & Media)          | 15             |
| Нидерланды (Album Top 100)      | 57             |
| Франция (SNEP)                  | 1              |
| Швейцария (Schweizer Hitparade) | 27             |
| Швеция (Sverigetopplistan)      | 45             |

| Чарт (1991)            | Позиция |
| ---------------------- | ------- |
| Европа (Music & Media) | 42      |
| Франция (SNEP)         | 8       |

## Сертификации и продажи
| Регион | Сертификация  | Продажи   |
| --- | ------------- | --------- |
| Бельгия (BEA) | Золотой       | 25 000*   |
| Франция (SNEP) | Бриллиантовый | 1,800,000 |
| Швейцария (IFPI Switzerland)                                                                                             | Золотой       | 25 000^   |
| Итого |               |           |
| Мир | —             | 2,000,000 |
| * Данные о продажах приведены только на основе сертификации. ^ Данные о тиражах приведены только на основе сертификации. |               |           |